# Mantidactylus zipperi
A Mantidactylus zipperi  a kétéltűek (Amphibia) osztályába és  a békák (Anura) rendjébe, az aranybékafélék (Mantellidae) családjába, a Chonomantis alnembe tartozó faj. 

## Előfordulása
Madagaszkár endemikus faja. A sziget keleti-középső részén, az Ambohitantely Rezervátum és a Ranomafana Nemzeti Park környékén, 850–1500 m-es tengerszint feletti magasságban honos.

## Nevének eredete
A faj nevét Viola Zimmermann és Claus Zimmermann tiszteletére kapta a tudományos kutatás számára a Biopat programon keresztül nyújtott pénzügyi támogatásukért. 

## Megjelenése
Kis méretű Mantidactylus faj. A hímek mérete 22–23 mm, az egyetlen megfigyelt nőstényé 29,5 mm volt. Ötödik ujja némileg hosszabb a harmadiknál. A hímek combmirigye nagy, de nem feltűnő. Hasi oldalán a torka környékén szaggatott világos csík húzódik, hasa és hátsó lábai sárgák.
Az Ambohitantely Rezervátumban megfigyelt egyes példányok éneke eltér, lehetséges, hogy egy még nem leírt fajhoz tartoznak.

## Természetvédelmi helyzete
A vörös lista a nem fenyegetett fajok között tartja nyilván. Általánosan előforduló faj. Három védett területen, az Ambohitantely Rezervátumban, az Andasibe-Mantadia Nemzeti Parkban és a Ranomafana Nemzeti Parkban található meg. Igényli a viszonylag érintetlen erdőt. A faj számára a fő fenyegetést a mezőgazdaság, a fakitermelés, a szénégetés, az invazív eukaliptuszfajok terjeszkedése, a legeltetés, és a lakott települések növekedése jelenti.